# Південна династія (Японія)
Південна династія (яп. 南朝) — династія японських імператорів з гілки Камеями, що керувала частиною Японії із 1336 до 1392 року після завершення реставрації Кемму.

## Історія
Основи конфлікту у середині XIII ст., коли після смерті імператора Ґо-Саґа імператорський двір поділився на дві лінії — Ґо-Фукакуси та Камеями. Цей внутрішній конфлікт посилився, під час реставрації Кемму, коли імператор Ґо-Дайґо на деякий час відновив імператорську владу. Проте зрештою розгиркався із самураями. Внаслідок цього проти імператора виступив Асікаґа Такаудзі, який скинув Ґо-Дайґо та поставив у 1336 році представника гілки Ґо-Фукакуси — Комьо.
Ґо-Дайґо втік до Йошімо, де заснував нову столицю. З цього часу починається Період Південної та Північної династій — Намбоку-тьо. Південний двір, однак, з самого заснування стали переслідувати невдачі. Незабаром загинув військовик Нітта Йосісада, а за ним інший військовик, Кітабатаке Акіїе. Втративши небезпечних супротивників, Асікаґа Такаудзі руками імператора Комьо у 1338 році звів себе в сьогуни. 18 вересня 1339 року зрікся влади на користь сина Ґо-Муракамі. Наступного дня Ґо-Дайґо помер.
З 1339 до 1347 року імператор Ґо-Муракамі збирав сили для відновлення влади, проти сила та вага Південного двору слабшали. У 1347 році Південну армію очолив син Кусунокі Масашіґе, Масацура. Останній вже уславився своїми зухвалими партизанськими вилазками, розбурхує пристоличні провінції. Бакуфу сьоґунату Муроматі відправило проти Масацура спочатку одну, потім іншу армію, але обидві вони були розбиті. У 1348 році армія Південної династії зазнала поразки при Сідзьо-Навате, а незабаром впала їх столиця Йошіно. Проте незабаром Південна династія отримала перемогу. Скориставшись внутрішніми суперечками в середині сьгунату Асікага імператор Ґо-Муракамі у 1351 році захопив Кіото, скинувши Комьо, ставши єдиним імператором. У 1352 році Ґо-Муракамі відступив, проте не припинив боротьку за владу. У 1353 до 1358 року декілька разів Південна династія захоплювала Кіото, проте зрештою вимушена була відступити на південь. На деякий час після смерті сьогуна Асікаги Такаудзі імператор Ґо-Муракамі зумів переманити на свій бік провідних військовиків Північного двору. Втім зрештою наприкінці свого правління зазнав повної невдачі та відмовився проводити активну політику з повернення до Кіото.
У 1365 році принц Каненаґа (сина імператор Ґо-Дайґо) захопив острів Кюсю, де тримався до 1383 року, коли загинув під час боротьби з військами сьогунату Асікаґа. У 1385 році Південна династія остаточно втратила владу.
На сторону Асікаґа переметнулися Окінага, син принца Морінага, та Кусунокі Масанорі. Представники Південної династії втратили усіляку надію, вигнані з Йошіно, його правителі ще тягнули жалюгідне існування до 1392 року, коли нарешті зусиллями сьогуна Асікага Йосіміцу імператор Ґо-Камеяма не зрікся на користь правителя Північної династії Ґо-Камацу. При цьому було досягнуто домовленості щодо правління через кожні 10 років представника кожної гілки імператорського дому. Втім ця угода не виконувалася.
З 1911 року в японській історіографії Імператори Південної династії почали вважатися представниками головної лінії Імператорського Дому. Один із нащадків Південного Двору, Кумадзава Хіроміті, на цій підставі після Другої світової війни оголосив себе імператором, заявивши, що імператор Хірохіто, що походить від Північного Двору, не є законним. Кумадзава Хіроміті зміг довести своє походження від Південного Двору і не був заарештований за образу величності.

## Імператори
- Ґо-Дайґо (1336–1339)
- Ґо-Муракамі (1339–1368)
- Тьокей (1368–1383)
- Ґо-Камеяма (1383–1392)